# Liste des villes de la Barbade

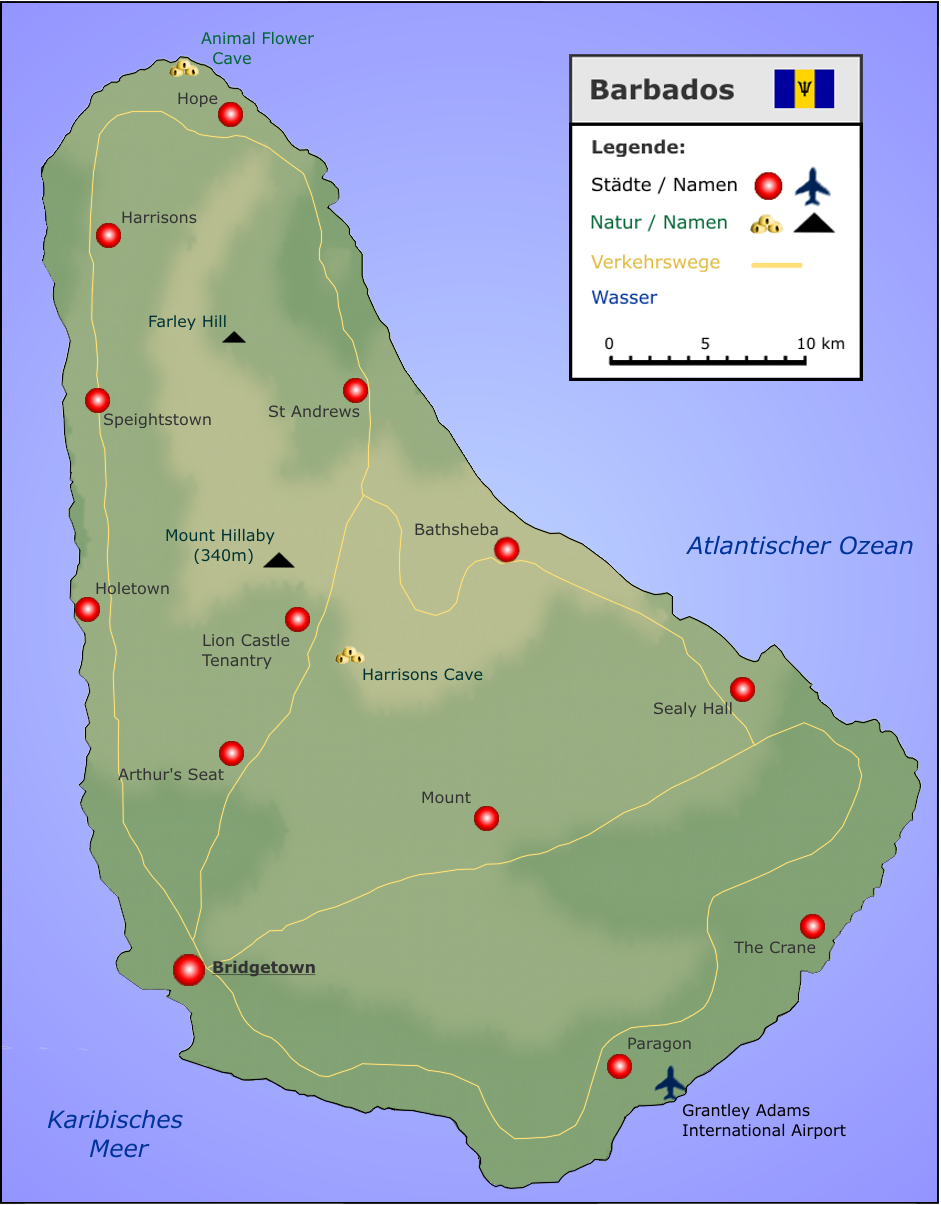
Carte de l'île de la Barbade.

Ce tableau récapitule, de façon non exhaustive, les principales villes de la Barbade. Hormis Bridgetown, les villes de la Barbade sont plutôt des villages ou communes de moins de 5 000 habitants.
| Rang | Nom          | Est. et Cens. 1990 | Cens.2001 | Est.2004 | Cens.2012 | Paroisse      |
| ---- | ------------ | ------------------ | --------- | -------- | --------- | ------------- |
| 1    | Bridgetown   | 97 516             | 83 684    | 98 511   | 92 328    | Saint Michael |
| 2    | Speightstown | 3 500              | 2 604     | 3 634    | 2 192     | Saint Peter   |
| 3    | Holetown     | 1 300              | 1 087     | 1 350    | 1 595     | Saint James   |
| 4    | Bathsheba    | 1 700              | N/A       | 1 765    | 1 521     | Saint Joseph  |
| 5    | Oistins      | 2 200              | 1 203     | 2 285    | 1 471     | Christ Church |
| 6    | Bulkeley     | 1 100              | N/A       | 1 142    | 1 070     | Saint George  |
| 7    | Crane        | 900                | N/A       | 935      | 976       | Saint Philip  |
| 8    | Grab Hill    | 700                | N/A       | 727      | 692       | Saint Lucy    |
| 9    | Blackmans    | 600                | N/A       | 623      | 534       | Saint John    |
| 10   | Greenland    | 600                | N/A       | 623      | 508       | Saint Andrew  |
| 11   | Hillaby      | 500                | N/A       | 519      | 478       | Saint Thomas  |